# فرد توماس
فرد توماس (بالإنجليزية: Fred Thomas)‏ هو سياسي أمريكي، ولد في 27 يونيو 1958 في هاميلتون في الولايات المتحدة. حزبياً، نشط في الحزب الجمهوري. وقد انتخب عضو مجلس ولاية مونتانا وانتخب عضو مجلس نواب مونتانا.